# Alexander von Zemlinsky
Alexander von Zemlinsky (Viena, 14 de outubro de 1871 — Larchmont, 15 de março de 1942) foi um compositor, maestro e professor austríaco.
O trabalho mais conhecido de Zemlinsky é a Sinfonia Lírica (1923), uma peça em sete movimentos para orquestra, soprano e barítono. O trabalho influenciou a Suite Lírica de Alban Berg, que dedicou a obra para Alexandre. Outros trabalhos orquestrais incluem o poema sinfônico Die Seejungfrau, que estreou em 1905.

## Biografia
Zemlinsky nasceu em Viena em uma família multicultural. Seu avô Anton Semlinski imigrou de Žilina, Hungria para a Áustria e casou-se com uma austríaca. Ambos eram de famílias católicas e o pai de Alexander foi criado dessa forma. Já a mãe de Alexander nasceu em Sarajevo de um pai sefardita e de uma mãe Bosníaca muçulmana. Toda a família de Alexander foi convertida para o Judaísmo, e o compositor foi criado também dessa forma. Seu pai adicionou o termo aristocrático "von" em seu nome, ainda que nem ele nem seus antepassados fossem de fato nobres. O compositor também passou a escrever seu sobrenome com um "Z".
Alexander estudou piano desde cedo. Ele tocava órgão em sua sinagoga nos finais de semana e foi aceito no Conservatório de Viena em 1884. Estudou piano com Anton Door, ganhando um prêmio  em 1890. Na época, Zemlinsky também estudou composição e começou a escrever música.
Um dos incentivadores do trabalho do compositor era Johannes Brahms: foi ele que recomendou a Simrock a publicação da obra Trio de Clarinetes (1896) do jovem compositor. Zemlinsky também conheceu Arnold Schoenberg quando este passou a tocar na Polyhymnia, uma orquestra em que tocava violoncelo e que ajudou a fundar em 1895. Os dois tornaram-se amigos próximos, e cunhados, quando Schoenberg casou-se com Mathilde, irmã de Alexander.  Zemlinsky ensinou a Schoenberg o contraponto, tornando-se o único professor formal de música que Schoenberg teve em vida.
Em 1897, a Sinfonia n.º 2 (cronologicamente a terceira, e por vezes referenciada dessa forma) foi um sucesso em sua estréia em Viena. Sua reputação como compositor foi auxiliada quando Gustav Mahler conduziu a estréia de sua ópera Es war einmal...  (Era uma vez...) em 1900. Um ano antes, Zemlinsky assumiu o posto de Kapellmeister (mestre de capela), em Viena.
Também em 1900, o compositor conheceu e apaixonou-se por Alma Schindler, uma de suas alunas de composição. Apesar do sentimento ser recíproco, a pressão da família dela e de seus amigos em relação a Zemlinsky a fez terminar o relacionamento, casando-se com Gustav Mahler em 1902. Zemlinsky casou-se com Ida Guttmann em 1907, e após o falecimento de Ida em 1929, Zemlinsky casou-se com Luise Sachsel em 1930. Luise era quase trinta anos mais jovem que o compositor e era sua aluna de canto desde 1914. Seu relacionamento com ele durou até o falecimento de Zemlinsky.
Entre 1911 e 1927 foi maestro em Praga, estreando em 1924 com Erwartung de Schoenberg. Zemlinsky então mudou-se para Berlim onde lecionou e trabalhou como maestro. Com a proeminência do Partido Nazista, foi para Viena em 1933, onde não assumiu qualquer cargo oficial, concentrando-se em compor e reger ocasionalmente. Em 1938 mudou-se para Nova Iorque. Sofrendo uma série de derrames, parou de compor. Zemlinsky faleceu de pneumonia em Larchmont em 1942.